# West Rainton
West Rainton – wieś w Anglii, w hrabstwie Durham. Leży 7 km na północny wschód od miasta Durham i 379 km na północ od Londynu. Miejscowość liczy 2045 mieszkańców.